# Дені Деніелс
Де́ні Де́ніелс (англ. Dani Daniels; нар. 23 вересня 1989, Орандж, Каліфорнія, США) — американська порноакторка, порнорежисерка, модель та стриптизерка. Деніелс також блогерка та художниця-аматорка. Вона пише картини в техніці пуантилізму під ім'ям Кіра Лі. 

## Життєпис
Народилася в окрузі Оріндж, штат Каліфорнія. її предки — чехи, англійці та німці. У середній школі грала у волейбол, софтбол, футбол, легку атлетику, американський футбол, гольф і теніс.
З літа 2017 року Дені одружена з продюсером Віктором Чіполлою.
Ідентифікується як бісексуалка, але в основному вважає себе «лесбійською моделлю».

## Порноіндустрія
Почала танцювати стриптиз, щоб погасити борг перед художньою школою. Псевдонім було створено з першого імені її колишнього бойфренда як акт помсти проти нього. 
Потрапила в порноіндустрію у січні 2011 року у віці 21 року і цього ж місяця підписала контракт з агентством OC Modeling. Її перша сцена була для Reality Kings. Спочатку знімалася лише у порнофільмах лесбійського жанру, але у серпні 2012 почала зніматися у сценах із чоловіками. Її перші чотири сцени з чоловіками припали на фільм «Дені Деніелс: Виклик» (англ. «Dani Daniels: Dare») студії «Elegant Angel». Elegant Angel також випустив у травні 2012 року лесбійський фільм Dani, який пізніше виграв нагороду AVN Award у категорії «Найкращий лесбійський реліз».
Як режисерка зняла кілька порнофільмів для студій Filly Films, Penthouse Studios, Zero Tolerance, Brazzers та Reality Kings.
У липні 2011 року названа Twistys Treat of the Month. У січні 2012 року обрана порножурналом Penthouse «Кішечкою місяця» (Pet of the Month). 
У березні 2014 стала дівчиною місяця Elegant Angel. Наприкінці того ж місяця студія Brazzers дає їй головну роль у серії фільмів із п'яти частин під назвою The Whore of Wall Street, що є порнопародією на фільм "Вовк з Волл-стріт". 
Знялася у порнофільмі 2014 року Dani Daniels Deeper, який у 2015 році виграв премію AVN за найкращий міжрасовий реліз та премію XBIZ за міжрасовий реліз року. У 2015 році вона співпрацювала з компанією Doc Johnson для створення лінії секс-іграшок, які виграли у 2016 році фанатську нагороду AVN у категорії «Найдивовижніша секс-іграшка».
Наприкінці січня 2013 року вперше була оголошена переможницею AVN Awards у категорії «Променева лесбійська сцена» (за фільм Dani Daniels: Dare). Наступного року здобула свою першу нагороду XBIZ Award у категорії «Найкраща акторка — лесбійський фільм» (за фільм Harry Sparks The Vampire Mistress). На AVN Awards 2015 виграла чотири нагороди у наступних категоріях: «Найкраща лесбійська групова сцена», «Найкраща сцена мастурбації / стриптизу» (обидві — за фільм Anikka 2), «Найкраща сцена триолізму (дівчина / дівчина / хлопець)» (за фільм Dani Daniels Deeper) і «Нагорода шанувальників: соціальна медіазірка». Через рік виграла ще дві нагороди XBIZ у категоріях «Виконавиця року» та «Найкраща сцена — віньєтка» (за фільм Let's Play Doctor). А на XBIZ Award 2017 стає «Кросовер-зіркою року».
Увійшла до двох списків «Брудна дюжина: Найбільші порнозірки» за версією каналу CNBC за 2014 та 2015 роки.
У серпні 2016 року сцена за участю Дені Деніелс у фільмі Sporty Girls 4 перемогла в категорії «Атлети» змагання Оргазмічні ігри.
У січні 2017 року була оголошена журналом Hustler як Honey of the Month за квітень того ж року. Також знялася у кількох фотосесіях для порножурналів Penthouse та Hustler.
Почала виступати вебкам-моделлю спочатку для Streamate, а потім для Camsoda.com.
На лютий 2018 року знялася у понад 600 порнофільмах.

## Нагороди та номінації
| Рік  | Нагорода   | Результат | Категорія                                                             | Фільм                                      |
| ---- | ---------- | --------- | --------------------------------------------------------------------- | ------------------------------------------ |
| 2013 | AVN Award  | Номінація | Best All-Girl Group Sex Scene (з Шанель Престон і Грейсі Глем)        | Tomb Raider XXX: An Exquisite Films Parody |
| 2013 | AVN Award  | Номінація | Best Boy/Girl Sex Scene (з Еріком Евергардом)                         | Dani Daniels: Dare                         |
| 2013 | AVN Award  | Перемога  | Best Girl/Girl Sex Scene (із Сінн Сейдж)                              | Dani Daniels: Dare                         |
| 2013 | AVN Award  | Номінація | Best New Starlet                                                      | Н/Д                                        |
| 2013 | AVN Award  | Номінація | Best Solo Sex Scene                                                   | All Natural Glamour Solos, II              |
| 2013 | AVN Award  | Номінація | Best Tease Performance                                                | Dani Daniels Dare                          |
| 2013 | AVN Award  | Номінація | Best Three-Way Sex Scene (B/B/G) (з Міком Блю та Джеймсом Діном)      | Dani Daniels: Dare                         |
| 2013 | AVN Award  | Номінація | Best Three-Way Sex Scene (G/G/B) (з Карлі Монтана та Мануелем Феррара | Dani Daniels: Dare                         |
| 2013 | XBIZ Award | Номінація | Best New Starlet                                                      | Н/Д                                        |